# Fernando Usero
Fernando Usero Toledano (Brazatortas, 27 marzo 1984) è un ex calciatore spagnolo, di ruolo centrocampista.

## Carriera
Ha giocato nella massima serie spagnola e greca e nella seconda divisione spagnola.